# Lista de capitais do Brasil por número de médicos para cada grupo de mil habitantes
Segue abaixo a lista das 27 sedes de governo das unidades federativas do Brasil por número de médicos para cada grupo de mil habitantes em 2013 segundo o estudo Demografia Médica no Brasil 2: Cenários e Indicadores de Distribuição divulgado pelo Conselho Federal de Medicina.

## Classificação por capital estadual - médicos contratados
| #  | Sede de governo | Unidade federativa  | Médicos por 1.000 habitantes |
| -- | --------------- | ------------------- | ---------------------------- |
| 1  | Vitória         | Espírito Santo      | 10,41                        |
| 2  | Recife          | Pernambuco          | 7,06                         |
| 3  | Palmas          | Tocantins           | 5,63                         |
| 4  | Belo Horizonte  | Minas Gerais        | 4,45                         |
| 5  | Rio de Janeiro  | Rio de Janeiro      | 4,35                         |
| 6  | São Paulo       | São Paulo           | 4,34                         |
| 7  | Aracaju         | Sergipe             | 4,14                         |
| 8  | Porto Alegre    | Rio Grande do Sul   | 4,06                         |
| 9  | Florianópolis   | Santa Catarina      | 3,49                         |
| 10 | Curitiba        | Paraná              | 3,01                         |
| 11 | Salvador        | Bahia               | 2,98                         |
| 12 | Teresina        | Piauí               | 2,91                         |
| 13 | João Pessoa     | Paraíba             | 2,88                         |
| 14 | Belém           | Pará                | 2,76                         |
| 15 | Brasília        | Distrito Federal    | 2,46                         |
| 16 | Rio Branco      | Acre                | 2,28                         |
| 17 | São Luís        | Maranhão            | 2,15                         |
| 18 | Campo Grande    | Mato Grosso do Sul  | 1,98                         |
| 19 | Fortaleza       | Ceará               | 1,57                         |
| 20 | Manaus          | Amazonas            | 1,53                         |
| 21 | Natal           | Rio Grande do Norte | 1,32                         |
| 22 | Boa Vista       | Roraima             | 1,22                         |
| 23 | Goiânia         | Goiás               | 1,20                         |
| 24 | Porto Velho     | Rondônia            | 1,15                         |
| 25 | Maceió          | Alagoas             | 0,61                         |
| 26 | Cuiabá          | Mato Grosso         | 0,47                         |
| 27 | Macapá          | Amapá               | 0,44                         |

## Classificação por capital estadual - médicos registrados
| #  | Sede de governo | Unidade federativa  | Médicos por 1.000 habitantes |
| -- | --------------- | ------------------- | ---------------------------- |
| 1  | Vitória         | Espírito Santo      | 11,61                        |
| 2  | Porto Alegre    | Rio Grande do Sul   | 8,73                         |
| 3  | Florianópolis   | Santa Catarina      | 7,72                         |
| 4  | Belo Horizonte  | Minas Gerais        | 6,61                         |
| 5  | Recife          | Pernambuco          | 6,27                         |
| 6  | Rio de Janeiro  | Rio de Janeiro      | 6,18                         |
| 7  | Curitiba        | Paraná              | 5,71                         |
| 8  | Goiânia         | Goiás               | 5,42                         |
| 9  | João Pessoa     | Paraíba             | 5,22                         |
| 10 | Aracaju         | Sergipe             | 4,95                         |
| 11 | São Paulo       | São Paulo           | 4,48                         |
| 12 | Natal           | Rio Grande do Norte | 4,21                         |
| 13 | Salvador        | Bahia               | 4,00                         |
| 14 | Maceió          | Alagoas             | 3,91                         |
| 15 | Teresina        | Piauí               | 3,85                         |
| 16 | Cuiabá          | Mato Grosso         | 3,60                         |
| 17 | Belém           | Pará                | 3,44                         |
| 18 | Fortaleza       | Ceará               | 3,16                         |
| 19 | Campo Grande    | Mato Grosso do Sul  | 3,14                         |
| 20 | Palmas          | Tocantins           | 2,89                         |
| 21 | São Luís        | Maranhão            | 2,88                         |
| 22 | Brasília        | Distrito Federal    | 2,52                         |
| 23 | Porto Velho     | Rondônia            | 2,36                         |
| 24 | Boa Vista       | Roraima             | 2,05                         |
| 25 | Manaus          | Amazonas            | 2,04                         |
| 26 | Rio Branco      | Acre                | 1,91                         |
| 27 | Macapá          | Amapá               | 1,38                         |